# Stadion Rankhof
Het Stadion Rankhof is een multifunctioneel stadion in Bazel, een stad in Zwitserland. 
Het stadion werd vanaf september 1923 gebruikt voor de voetbalclub FC Nordstern Basel. Het stadion bevatte destijds het grootste veld op aarde, met afmetingen van 110 bij 75 meter. Het stadion werd steeds minder gebruikt voor grotere evenementen na de opening van het grotere en moderne St. Jakob-Park. Vanaf 1993 tot 1995 vonden er grootschalige renovaties plaats, waarna de heropening van het stadion plaatsvond in 1996.
Er passen 7.600 toeschouwers in het stadion.

## Interlands
| Voetbalinterlands | Voetbalinterlands | Voetbalinterlands               | Voetbalinterlands | Voetbalinterlands                                | Voetbalinterlands |
| №                 | Datum             | Wedstrijd                       | Uitslag           | Competitie                                       | Toeschouwers      |
| ----------------- | ----------------- | ------------------------------- | ----------------- | ------------------------------------------------ | ----------------- |
| 1                 | 25 oktober 1925   | Zwitserland – Duitsland         | 0–4               | Vriendschappelijk                                | 15.000            |
| 2                 | 6 mei 1928        | Zwitserland – Nederland         | 2–1               | Vriendschappelijk                                | 20.000            |
| 3                 | 13 april 1930     | Zwitserland – Hongarije         | 2–2               | Vriendschappelijk                                | 20.000            |
| 4                 | 29 november 1931  | Zwitserland – Oostenrijk        | 1–8               | Centraal-Europese Internationale Beker 1931-1932 | 25.000            |
| 5                 | 6 november 1932   | Zwitserland – Zweden            | 2–1               | Vriendschappelijk                                | 22.000            |
| 6                 | 5 mei 1935        | Zwitserland – Ierse Vrijstaat   | 1–0               | Vriendschappelijk                                | 23.000            |
| 7                 | 24 mei 1936       | Zwitserland – België            | 1–1               | Vriendschappelijk                                | 20.000            |
| 8                 | 11 april 1937     | Zwitserland – Hongarije         | 1–5               | Centraal-Europese Internationale Beker 1936-1938 |                   |
| 9                 | 3 april 1938      | Zwitserland – Tsjecho-Slowakije | 4–0               | Centraal-Europese Internationale Beker 1936-1938 |                   |
| 10                | 21 mei 1945       | Zwitserland – Portugal          | 1–0               | Vriendschappelijk                                |                   |
| 11                | 15 oktober 1950   | Zwitserland – Nederland         | 7–5               | Vriendschappelijk                                |                   |